# شبه‌موش‌ها
شبه‌موش‌ها (نام علمی: Pseudomys) نام یک سرده از زیرخانواده نیاموشان است.